# (2606) Odessa
(2606) Odessa ist ein Asteroid des Hauptgürtels, der am 1. April 1976 von dem sowjetischen Astronomen Nikolai Stepanowitsch Tschernych am Krim-Observatorium in Nautschnyj entdeckt wurde.
Der Asteroid ist nach der ukrainischen Hafenstadt Odessa am Schwarzen Meer benannt.